# Christian Argentin
Pour les articles homonymes, voir Argentin.
Christian Argentin, dit « Argentin », né à Elbeuf le 11 octobre 1893 et mort à Paris le 27 novembre 1955, est un acteur français.

## Filmographie
- 1914 : La Jeunesse de Rocambole (Rocambole) de Georges Denola
- 1923 : L'Enfant-roi : Comte de Provence
- 1931 : Coiffeur pour dames
- 1931 : La Chance : le propriétaire
- 1931 : La Chienne : le juge d’instruction
- 1931 : Quand te tues-tu ?
- 1931 : Un homme en habit
- 1932 : Avec l'assurance
- 1932 : Coiffeur pour dames : Louvet
- 1932 : La Perle : Médios
- 1932 : Pour vivre heureux : Ruffat
- 1932 : Une étoile disparaît : Lui-même
- 1933 : Iris perdue et retrouvée
- 1933 : L'Agonie des aigles : le ministre Villèle
- 1934 : Arlette et ses papas : le professeur
- 1934 : Fanatisme de Gaston Ravel et Tony Lekain : Pietri
- 1934 : Le Dernier Milliardaire : le ministre des finances
- 1934 : Si j'étais le patron : Sicaud
- 1934 : Une vocation irrésistible
- 1935 : La Mariée du régiment
- 1935 : La Sonnette d'alarme : le Professeur Bodart
- 1936 : Le Roi : Gabrier
- 1936 : Les Petites alliées
- 1936 : Marthe Richard, au service de la France : l’amiral
- 1938 : Carrefour : Anwalt, l’avocat
- 1938 : J'étais une aventurière : Van Kongen
- 1938 : L'Ange que j'ai vendu : Staphoulos
- 1938 : La Route enchantée : le directeur
- 1939 : Place de la Concorde
- 1940 : Cavalcade d'amour : le chapelain
- 1940 : Sur le plancher des vaches : le directeur
- 1941 : Cartacalha, reine des gitans
- 1942 : Dernier Atout : le gérant de l’hôtel
- 1947 : Si jeunesse savait : Villemotte
- 1948 : Clochemerle : l’évêque
- 1949 : La Veuve et l'Innocent : le ministre
- 1952 : La Fête à Henriette : l'Excellence
- 1952 : Les Dents longues : Bronnier
- 1952 : Monsieur Leguignon lampiste : l’avocat de la partie civile
- 1953 : Crainquebille : l’avocat
- 1953 : Le Défroqué : un officier
- 1954 : Ma petite folie : le bijoutier

## Théâtre
- 1925 : Les Marchands de gloire de Marcel Pagnol et Paul Nivoix, théâtre de la Madeleine
- 1931 : La Crise ministérielle de Tristan Bernard, théâtre Albert 1er
- 1931 : Le Sauvage de Tristan Bernard, mise en scène Henri Burguet, théâtre Albert 1er
- 1932 : 5 à 7 d'Andrée Méry, théâtre de la Potinière
- 1951 : Le Visiteur d'Albert Dubeux, théâtre Daunou